# Coagulopatía
La coagulopatía (también llamada trastorno hemorrágico) es una afección en la que la capacidad de la sangre para coagularse (formar coágulos) está alterada. Esta afección puede provocar una tendencia a la hemorragia prolongada o excesiva (diátesis hemorrágica), que puede producirse de forma espontánea o tras una lesión o procedimientos médicos y dentales. [cita requerida]
Cabe destacar que las coagulopatías a veces se denominan erróneamente "trastornos de la coagulación"; un trastorno de la coagulación es una predisposición a la formación de coágulos (trombos), también conocida como estado hipercoagulable o trombofilia.

## Signos y síntomas
La coagulopatía puede provocar una hemorragia interna o externa incontrolada. Si no se trata, la hemorragia incontrolada puede causar daños en las articulaciones, los músculos o los órganos internos y puede poner en peligro la vida. Las personas deben buscar atención médica inmediata en caso de síntomas graves, como hemorragias externas intensas, sangre en la orina o sangre en las heces, visión doble, dolor de cabeza o cuello intenso, vómitos repetidos, dificultad para caminar, convulsiones o ataques. Deben buscar atención médica inmediata si experimentan una hemorragia externa leve pero imparable o hinchazón y rigidez de las articulaciones.[cita requerida]

## Mecanismo
El proceso normal de coagulación depende de la interacción de varias proteínas en la sangre. La coagulopatía puede estar causada por la reducción de los niveles o la ausencia de proteínas de coagulación de la sangre, conocidas como factores de coagulación o factores de coagulación. Los trastornos genéticos, como la hemofilia y la enfermedad de Von Willebrand, pueden provocar una reducción de los factores de coagulación.
Los anticoagulantes como la warfarina también impedirán que los coágulos se formen correctamente. La coagulopatía también puede producirse como resultado de la disfunción o la reducción de los niveles de plaquetas (pequeños cuerpos con forma de disco en el torrente sanguíneo que ayudan en el proceso de coagulación).[cita requerida]

## Coagulopatía traumática aguda
En 2003, Karim Brohi, profesor de Ciencias del Trauma en la Universidad Queen Mary de Londres, introdujo por primera vez el término Coagulopatía Traumática Aguda (ATC, por sus siglas en inglés), estableciendo que la coagulopatía inducida por un traumatismo da lugar a:
- una hemorragia más grave
- fallo multiorgánico
- alta mortalidad

## Tratamiento
Si una persona padece una coagulopatía, su médico puede ayudarle a controlar los síntomas con medicamentos o con una terapia de sustitución. En la terapia de sustitución, los factores de coagulación reducidos o ausentes se sustituyen por proteínas derivadas de la sangre humana o creadas en el laboratorio. Esta terapia puede administrarse para tratar una hemorragia ya iniciada o para evitar que se produzca.[cita requerida]

### Cuidados críticos
Un área de tratamiento es el manejo de personas con hemorragias importantes en un entorno crítico, como un servicio de urgencias. En estas situaciones, el tratamiento común es transfundir una combinación de glóbulos rojos con una de las siguientes opciones:[cita requerida]
- Plasma sanguíneo
- Concentrado de complejo de protrombina, factor XIII y fibrinógeno
- Fibrinógeno con ácido tranexámico

El uso de ácido tranexámico es la única opción que actualmente está respaldada por un gran ensayo clínico aleatorizado y controlado, y se administra a personas con hemorragias importantes después de un traumatismo. Existen varios riesgos posibles en el tratamiento de las coagulopatías, como la lesión pulmonar aguda relacionada con la transfusión, el síndrome de dificultad respiratoria aguda, el síndrome de disfunción orgánica múltiple, la hemorragia mayor y el tromboembolismo venoso.[cita requerida]
| Condición                                                    | Tiempo de protrombina | Tiempo de tromboplastina parcial | Tiempo de sangría | Recuento de plaquetas    |
| ------------------------------------------------------------ | --------------------- | -------------------------------- | ----------------- | ------------------------ |
| Deficiencia de vitamina K o warfarina                        | Prolongado            | Normal o ligeramente prolongado  | No se ve afectado | No se ve afectado        |
| Coagulación intravascular diseminada.                        | Prolongado            | Prolongado                       | Prolongado        | Disminuido               |
| Enfermedad de Von Willebrand                                 | No se ve afectado     | Prolongado o no afectado         | Prolongado        | No se ve afectado        |
| Hemofilia                                                    | No se ve afectado     | Prolongada                       | No se ve afectado | No se ve afectado        |
| Aspirina                                                     | No se ve afectado     | No se ve afectado                | Prolongado        | No se ve afectado        |
| Trombocitopenia                                              | No se ve afectado     | No se ve afectado                | Prolongado        | Disminuido               |
| Insuficiencia hepática precoz                                | Prolongado            | No se ve afectado                | No se ve afectado | No se ve afectado        |
| Insuficiencia hepática terminal                              | Prolongado            | Prolongado                       | Prolongado.       | Disminuido               |
| Uremia                                                       | No se ve afectado.    | No se ve afectado                | Prolongado        | No se ve afectado        |
| Afibrinogenemia congénita                                    | Prolongado            | Prolongado                       | Prolongado        | No se ve afectado        |
| Deficiencia del factor V                                     | Prolongado            | Prolongado                       | No se ve afectado | No se ve afectado        |
| Deficiencia del factor X, como se ve en la púrpura amiloide. | Prolongado            | Prolongado                       | No se ve afectado | No se ve afectado        |
| Trombastenia de Glanzmann                                    | No se ve afectado     | No se ve afectado                | Prolongado        | No se ve afectado        |
| Síndrome de Bernard-Soulier                                  | No se ve afectado     | No se ve afectado                | Prolongado        | Disminuido o no afectado |
| Deficiencia de factor XII                                    | No se ve afectado     | Prolongado                       | No se ve afectado | No se ve afectado        |
| Angioedema hereditario. Deficiencia de C1INH.                | No se ve afectado     | Acortado                         | No se ve afectado | No se ve afectado        |